# 大倉山ジャンプ競技場

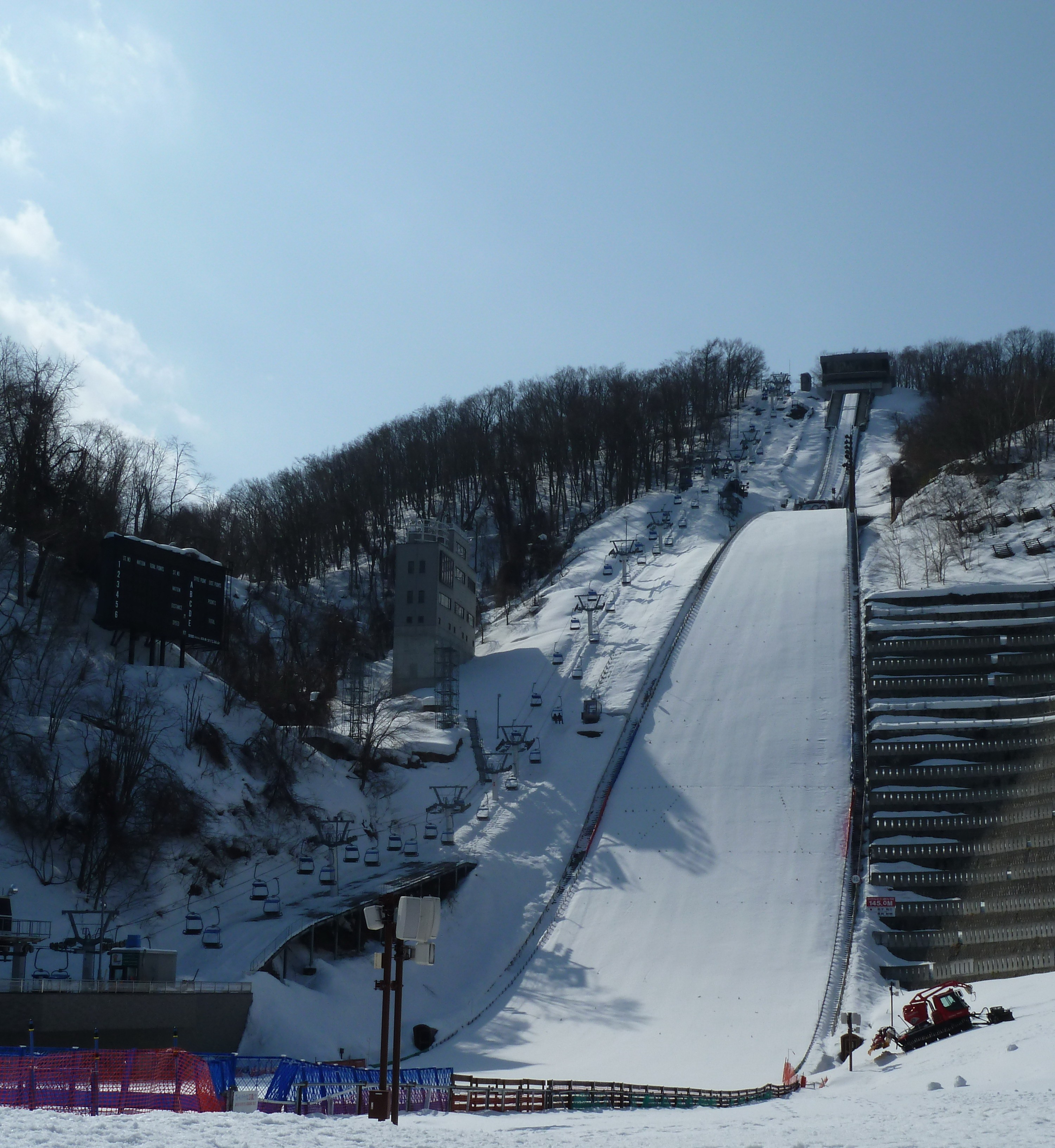
冬のジャンプ台（2011年3月）

大倉山ジャンプ競技場（おおくらやまジャンプきょうぎじょう）は、札幌市中央区にあるスキージャンプの競技場（ラージヒル）。宮の森ジャンプ競技場とともにナショナルトレーニングセンター競技別強化拠点施設になっている。

## 概要
1923年に三角山に建設された国内初の固定スキージャンプ台「シルバーシャンツェ」を皮切りに、以後三角山では4年間で3基のジャンプ台が建設され、ジャンプ競技の中心地として用いられたが、三角山のジャンプ台は30m級にとどまっており、世界の潮流から遅れた状況にあった。
1928年に秩父宮雍仁親王が来道した際に、将来の冬季五輪開催を見据え、札幌に国際級の大型ジャンプ台を造る必要性を大野精七らに訴え、大倉喜七郎が私財を投じて建設計画を進めることとなった。1929年にはノルウェーからジャンプ台造りの第一人者であるオラフ・ヘルセット中尉らが来札し、当時は無名の山に60m級のジャンプ台を造ることを決めた。
1931年に大倉土木（現・大成建設）が4カ月間をかけ建設し、10月にジャンプ台は完成した。建設費を賄い札幌市に寄贈した大倉喜七郎の厚意に報いて「大倉シャンツェ」と命名した（「シャンツェ」はドイツ語で「ジャンプ台」という意味）。なお、無名の山に「大倉山」と名づけられると、「大倉山シャンツェ」と呼ばれるようになった。
1957年、雪印乳業が当時の80m級ジャンプ台の北側に隣接して60m級の台（P点60m、K点69m）を設置し、札幌市に寄贈した。「雪印シャンツェ」と呼ばれ、雪印杯全日本ジャンプ大会が1958年から1969年まで開催されたほか、国民体育大会も開催された。
その後、1972年札幌オリンピックの会場として大改造され、「大倉山ジャンプ競技場」となった。一方で「雪印シャンツェ」は廃止され、跡地は観客席となった。
サマージャンプやナイタージャンプが可能な設備を整えており、国内大会や国際大会を数多く開催している。ジャンプ台とその周辺は観光地になっており、標高307mの展望ラウンジからは札幌の市街地や石狩平野、石狩湾を一望することができるほか、ジャンプ台の下には札幌オリンピックミュージアム、大倉山クリスタルハウスがある。公式キャラクターとしてエゾモモンガをモデルとした「くらやん」が誕生している。
宮の森ジャンプ競技場共々老朽化が進み、2024年現在は国際スキー連盟（FIS）の定める国際規格に適合しない問題を抱えている。そのため、ラージヒルを改修し国際規格に適合させると共に、観客席を縮小して旧雪印シャンツェ部分にノーマルヒルを増設しデュアル化する構想があり、2024年11月には札幌市が正式にデュアル化構想を推進する姿勢を表明した。併せて現在のリフトをゴンドラ化するなど、バリアフリー化も推し進めるとしている。

## 歴史
- 1929年（昭和4年）1 - 3月：オラフ・ヘルセット中尉らが三角山周辺でジャンプ台適地調査を実施[4]。
- 1931年（昭和6年）10月：60m級のジャンプ台が完成[4]（アプローチ全長100m・幅6m、ランディングバーン全長130m・幅10 - 13 m、ブレーキングトラック全長150m・幅30m）。
- 1932年（昭和7年）1月：開場式にて「大倉シャンツェ」と命名[4]。初の公式競技として『全日本学生スキー選手権大会』開催。開場初年の最長不倒距離は伊黒正次の51m[12]。
- 1952年（昭和27年）：80m級に改修[4]。
- 1957年（昭和32年）：国体競技用に60m級の「雪印シャンツェ」を併設[4]。
- 1964年（昭和39年）：90m級に改修[6]。
- 1970年（昭和45年）：冬季オリンピック開催に向けて国費を拠出して大改修。雪印シャンツェを移設し、宮の森ジャンプ競技場建設。文部省に移管し「大倉山ジャンプ競技場」と改称。観客約4万6700人収容、アプローチ最大斜度35度、全長115m[13]、K点110 m。坂倉準三建築研究所・北海道開発コンサルタントが設計、大成建設が建設主体を担当[13]。
- 1972年（昭和47年）：『札幌オリンピック』スキージャンプ競技開催。
- 1982年（昭和57年）：シングルリフトを建設し、一般開放[6][4]。
- 1984年（昭和59年）：札幌振興公社による大倉山クリスタルハウスの経営開始[14]。
- 1986年（昭和61年）：国際スキー連盟（FIS）のルール改正に伴い、ランディングバーンとカンテを改修。K点115mに変更[4]。
- 1995年（平成7年）：国から札幌市へ移管[4]。
- 1996年（平成8年）：札幌振興公社による管理開始[14]。ジャンプ台をK点120mのラージヒル級に全面改修[4]。
- 1997年（平成9年）：ジャンプ台をサマーヒル化し、ナイター照明設置[4]。
- 1998年（平成10年）：ペアリフト整備[4]。
- 1999年（平成11年）：リフト乗り場脇に大倉喜七郎顕彰碑を建立[4]。
- 2000年（平成12年）：札幌ウィンタースポーツミュージアムオープン[15]。札幌振興公社による経営開始[14]。リフト一般営業を開始[4]。
- 2013年（平成25年）：夏冬兼用のオールシーズントラックレール設置[16]。
- 2016年（平成28年）: 3月6日の宮様杯を前に試験的にランディングバーンに雪を盛り、K点123m、ヒルサイズ137mにプロフィールを変更、この大会は強風で中止になったため、19日の伊藤杯シーズンファイナル大倉山ナイタージャンプ大会がこのプロフィールでの初開催となった。翌シーズン以降も積雪前に行われるNHK杯ジャンプ大会を除く冬季大会は雪を盛ってこのプロフィールで行われることとなった。
- 2017年（平成29年）：2017年アジア冬季競技大会に合わせ、札幌ウィンタースポーツミュージアムをリニューアルオープン、札幌オリンピックミュージアムに改名[17][4]。
- 2018年（平成30年）: ランディングバーンの改修を行い[18]、K点123m[4]、ヒルサイズ137mに正式にプロフィールを変更した。例年7 - 8月に行う「札幌市長杯大倉山サマージャンプ大会」を11月2日に行い、この試合がサマー仕様のランディングバーンのこけら落としとなった。
- 2020年（令和2年）：周辺改修工事が完成、クリスタルハウスを札幌オリンピックミュージアムアネックスに変更し、バリアフリー化等を行った[19]。ウインドファクター・ゲートファクターシステムが新設され[20]、公式戦としてはUHB杯ジャンプ大会から稼働した。

## 施設
- 展望ラウンジ（スタートハウス）
- ジャンプ台
  - アプローチ : 101 m
  - 助走路 : 94 m
  - 助走路最大斜度 : 35°
  - カンテ : 7 m
  - 高さ : 3.3 m
  - テイクオフ斜度 : 11°
  - 着地斜面（ランディングバーン） : 202.8 m
  - 着地斜面最大斜度 : 37°
  - （幅）カンテ下 : 10 m
  - K点（幅） : 10 m
  - P点=標準点 : 100 m
  - K点=建設基準点 : 冬季123 m 夏期120 m
  - ヒルサイズ : 冬季137 m 夏期134 m
  - ブレーキングトラック : 100 m
  - 標高差 : 133.6 m
  - 傾斜長 : 403.8 m
  - 全長 : 368.1 m
- 審判塔
- 2人乗りリフト
- 運営本部
- 札幌オリンピックミュージアム
- 大倉山クリスタルハウス
- 総合案内・チケット売場
- エスカレーター

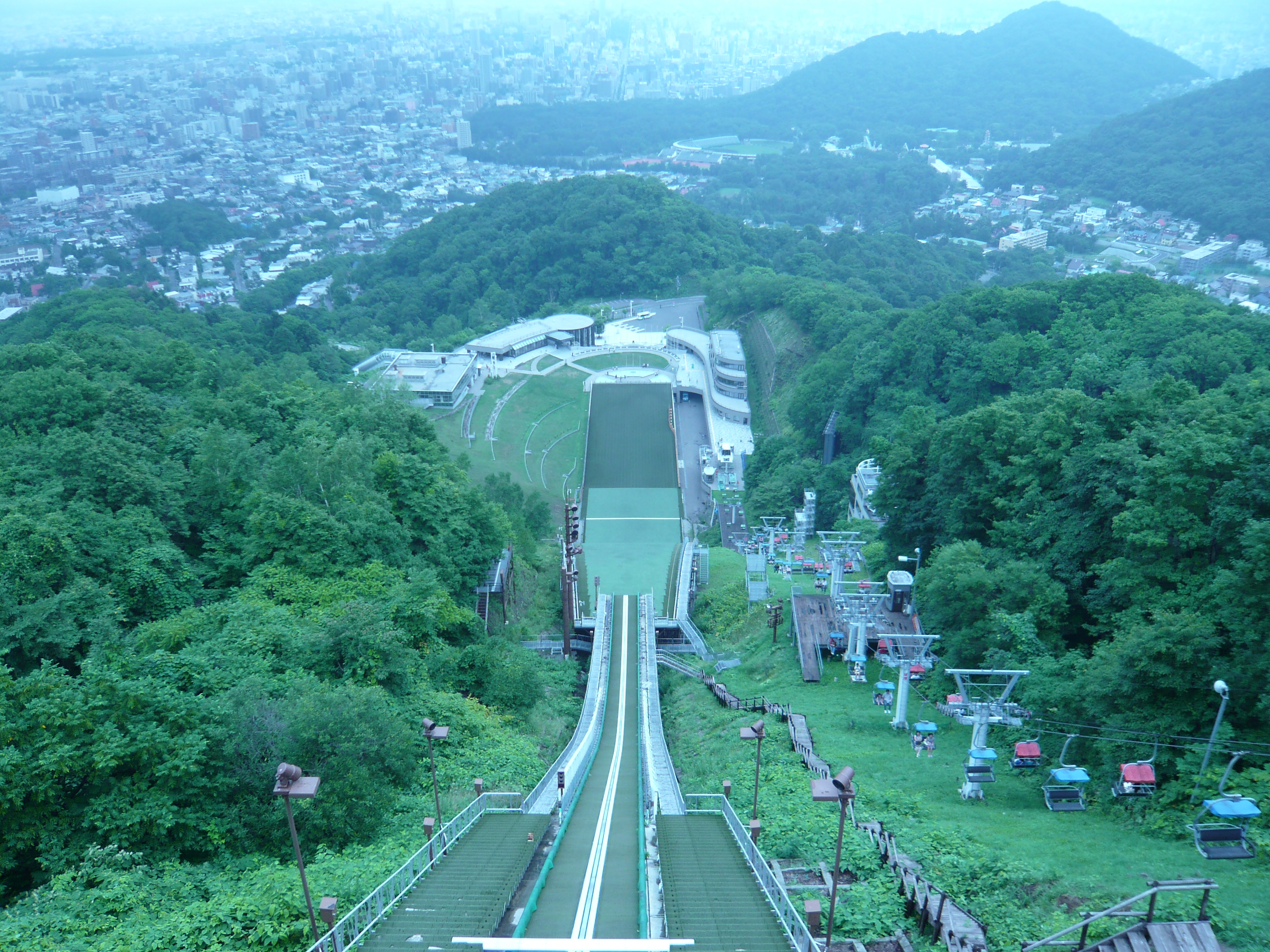
展望ラウンジからの眺望（2007年8月）
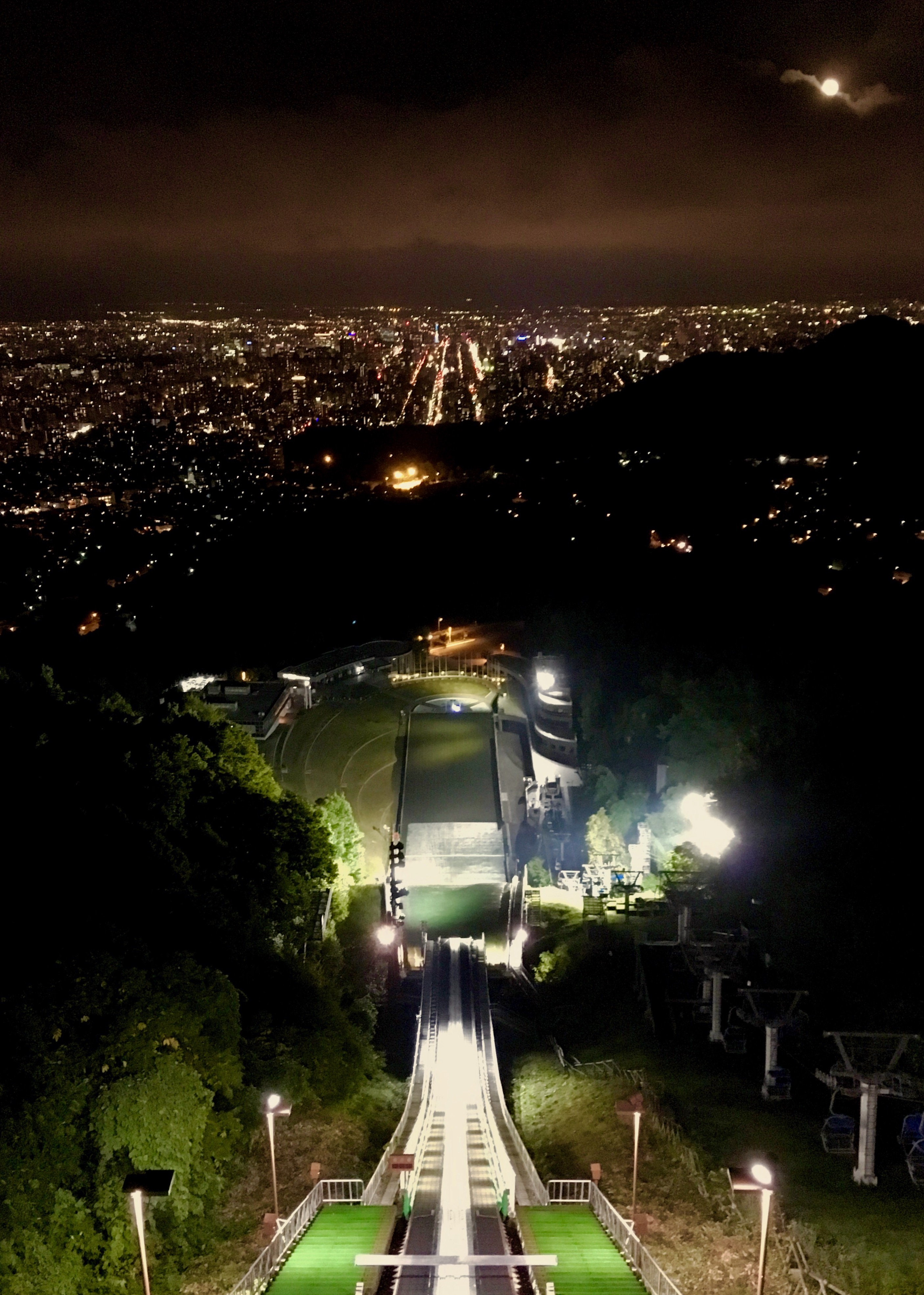
展望ラウンジからの夜景（2017年9月）
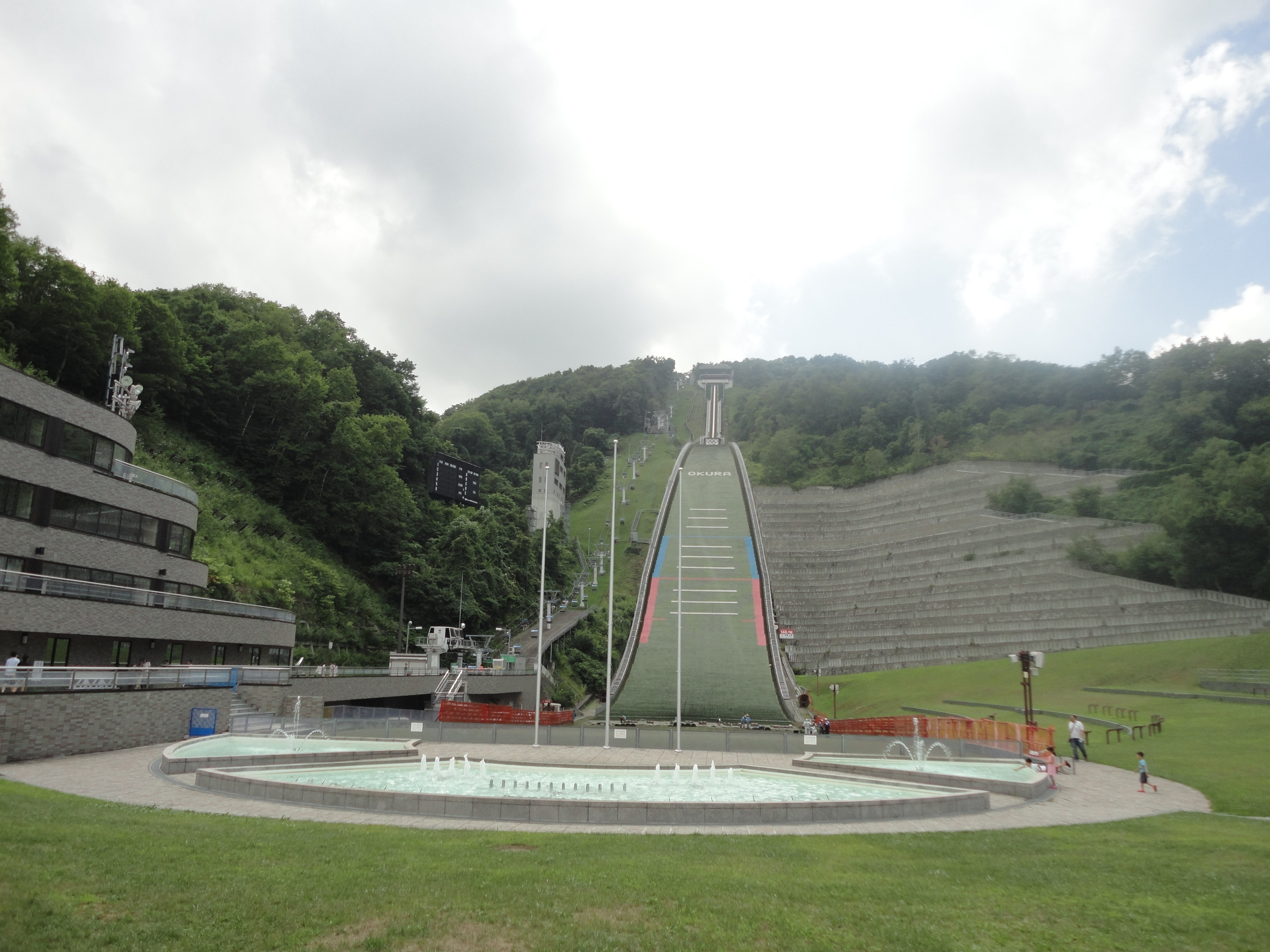
ジャンプ台全景（2013年8月）
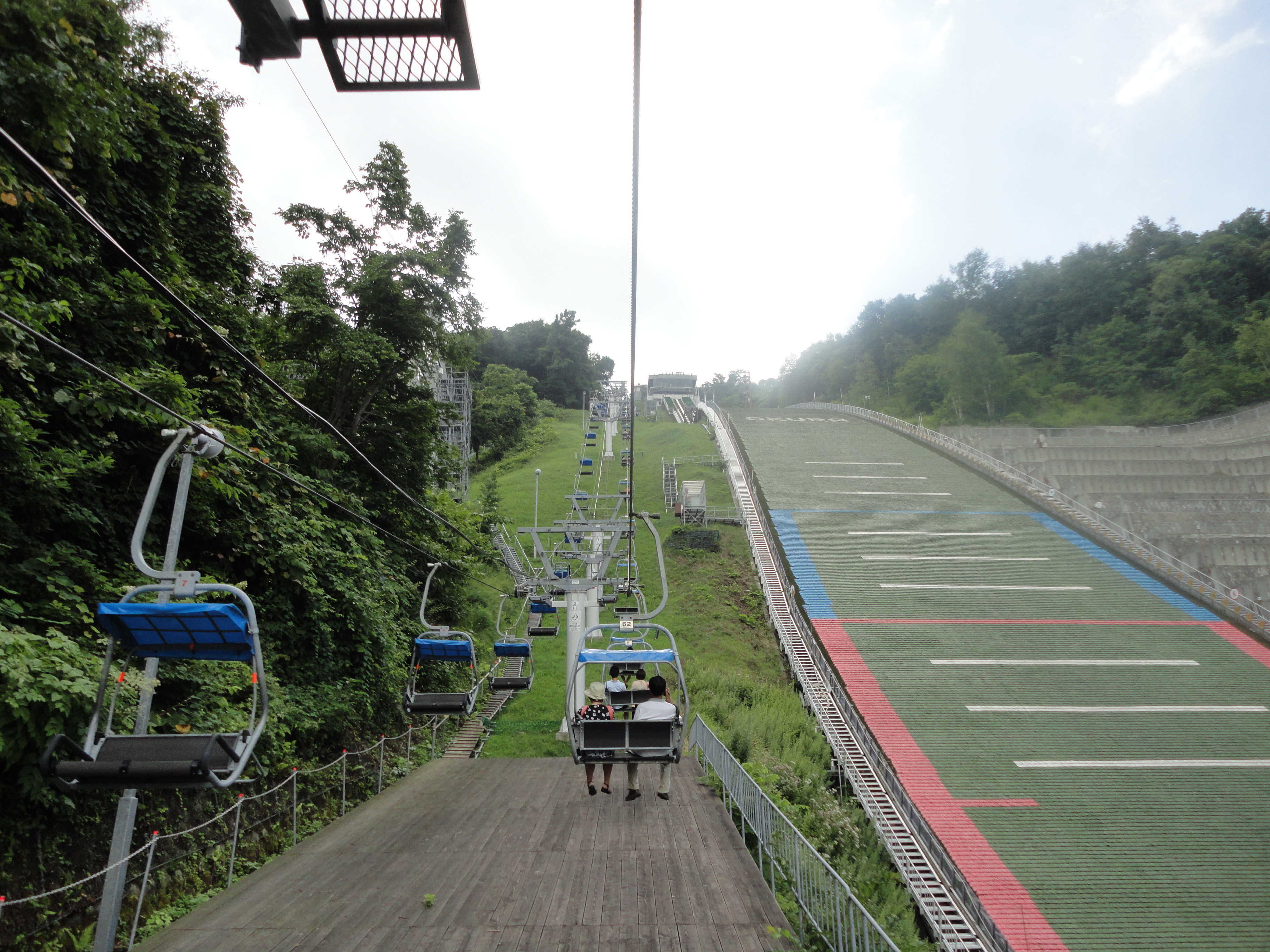
2人乗りリフト（2013年8月）
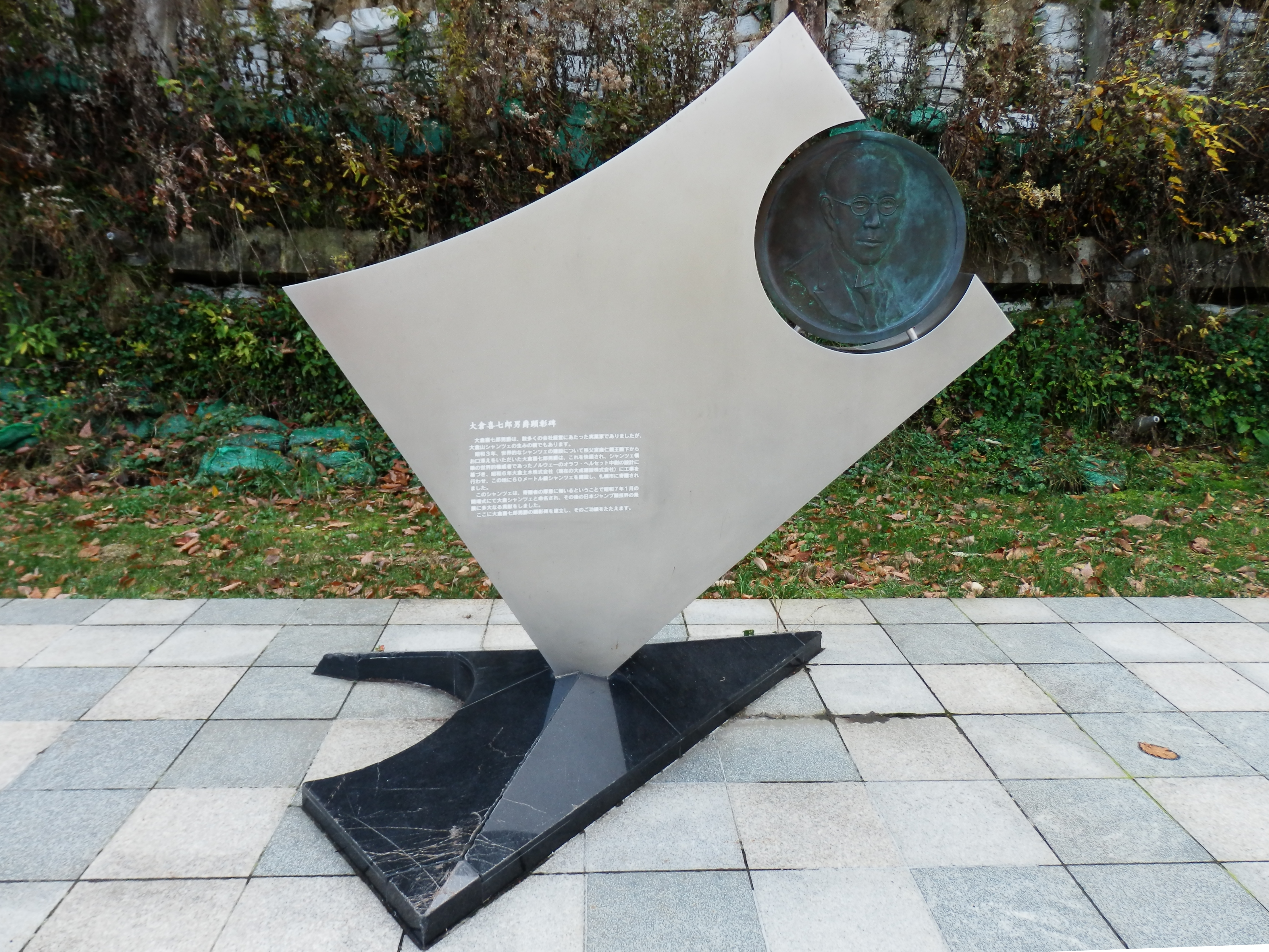
大倉喜七郎男爵顕彰碑（2011年8月）
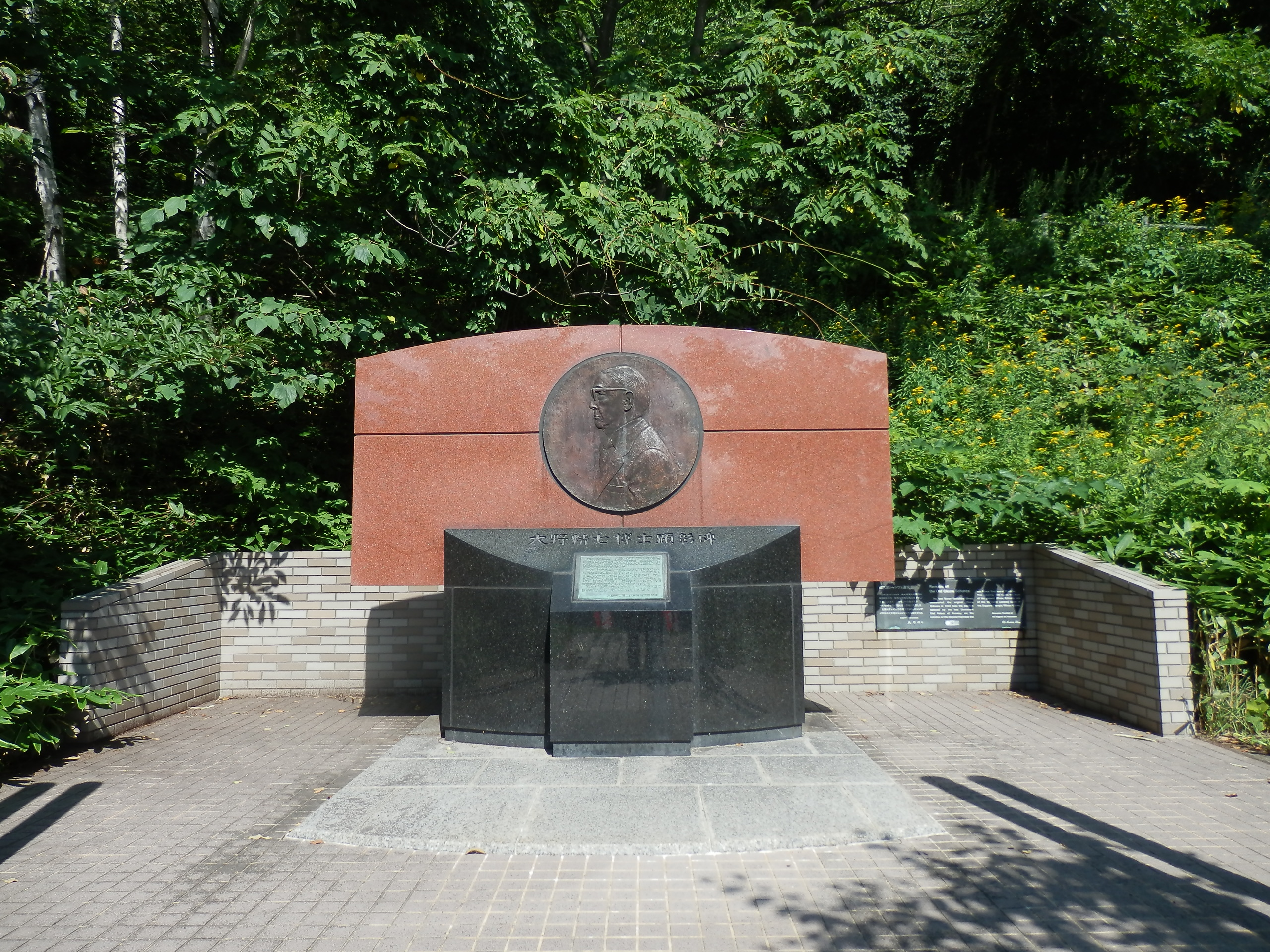
大野精七博士顕彰碑（2011年8月）
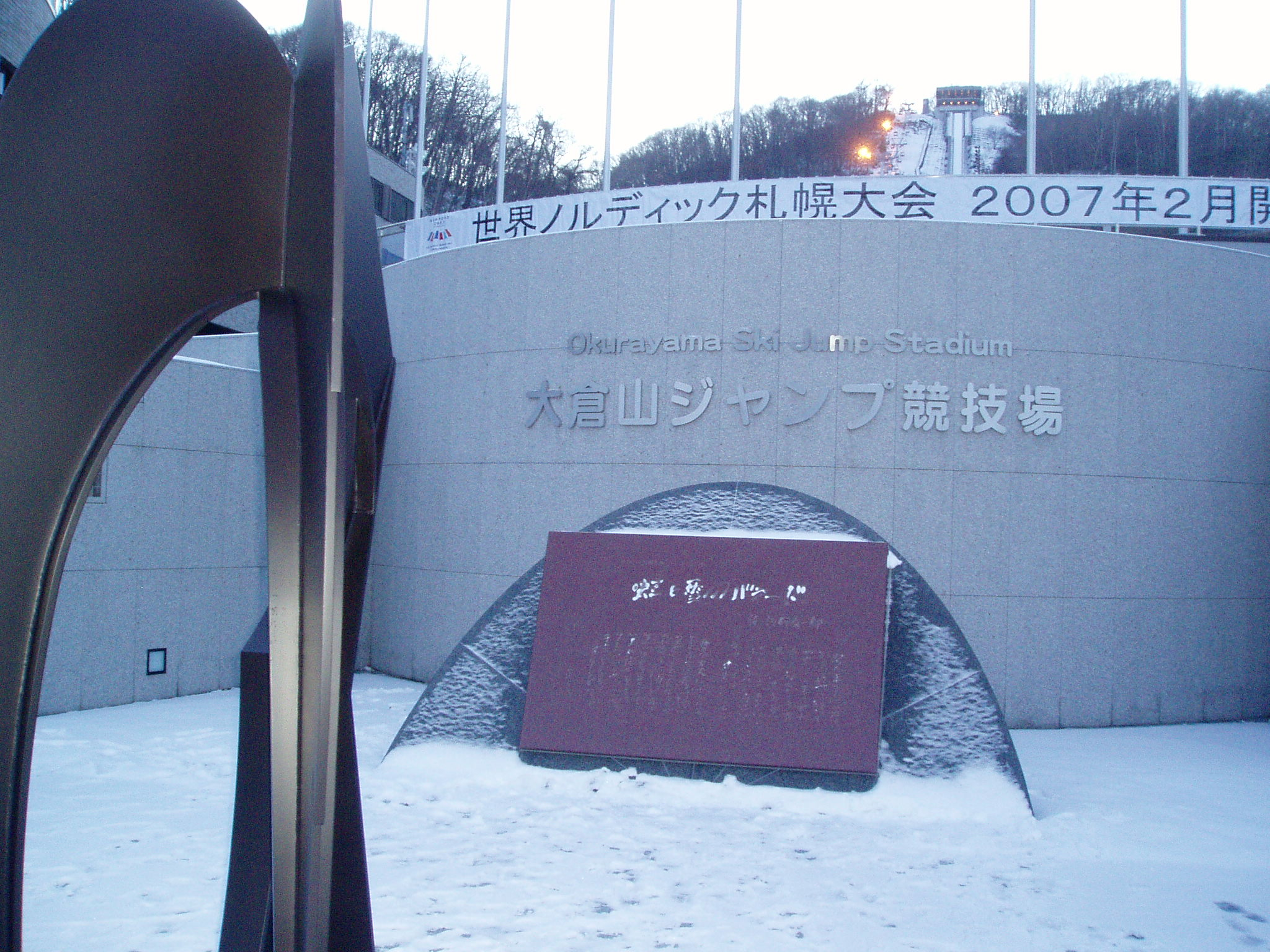
「虹と雪のバラード」詩碑（2005年12月）
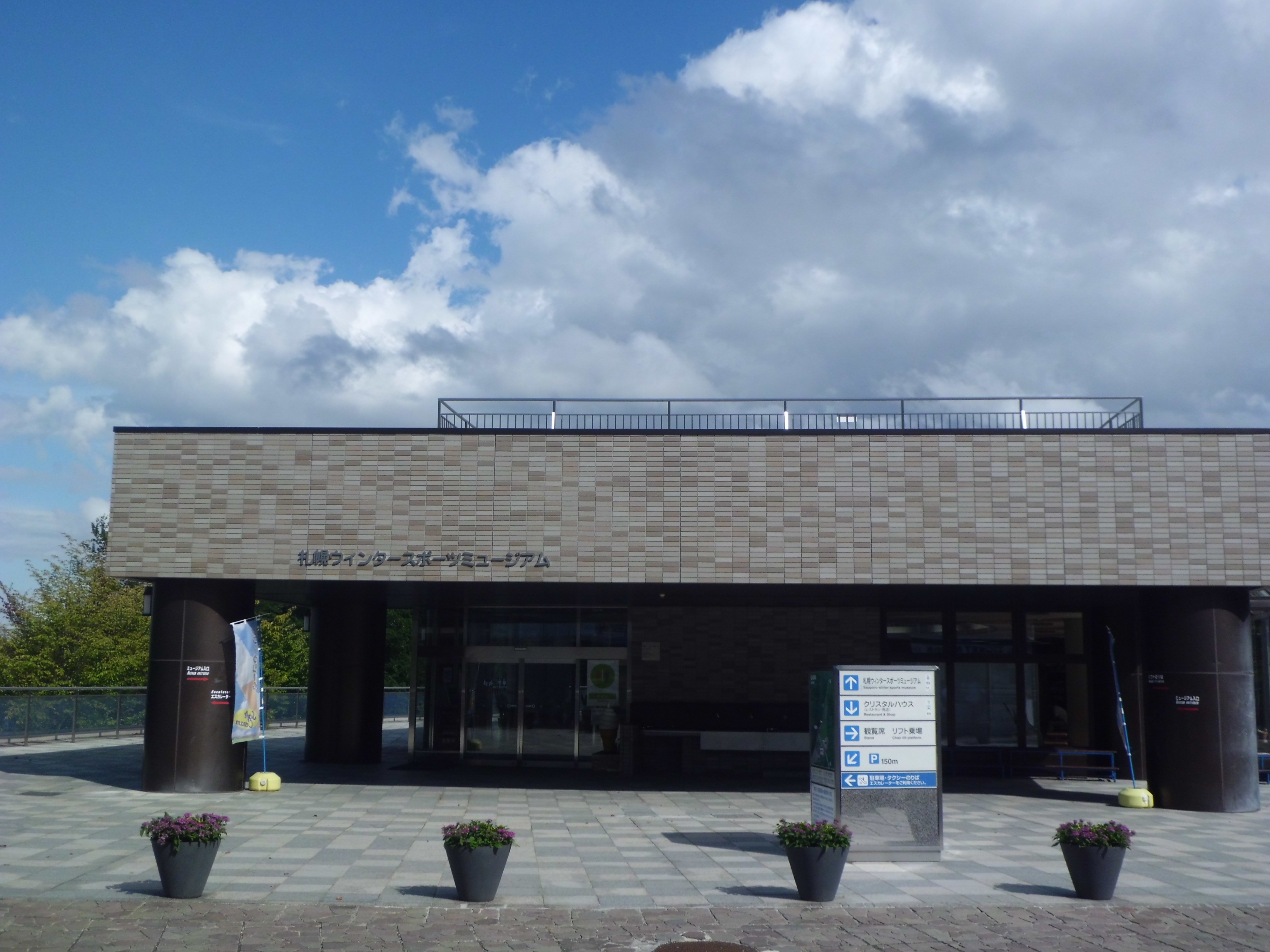
札幌ウィンタースポーツミュージアム（2015年9月）
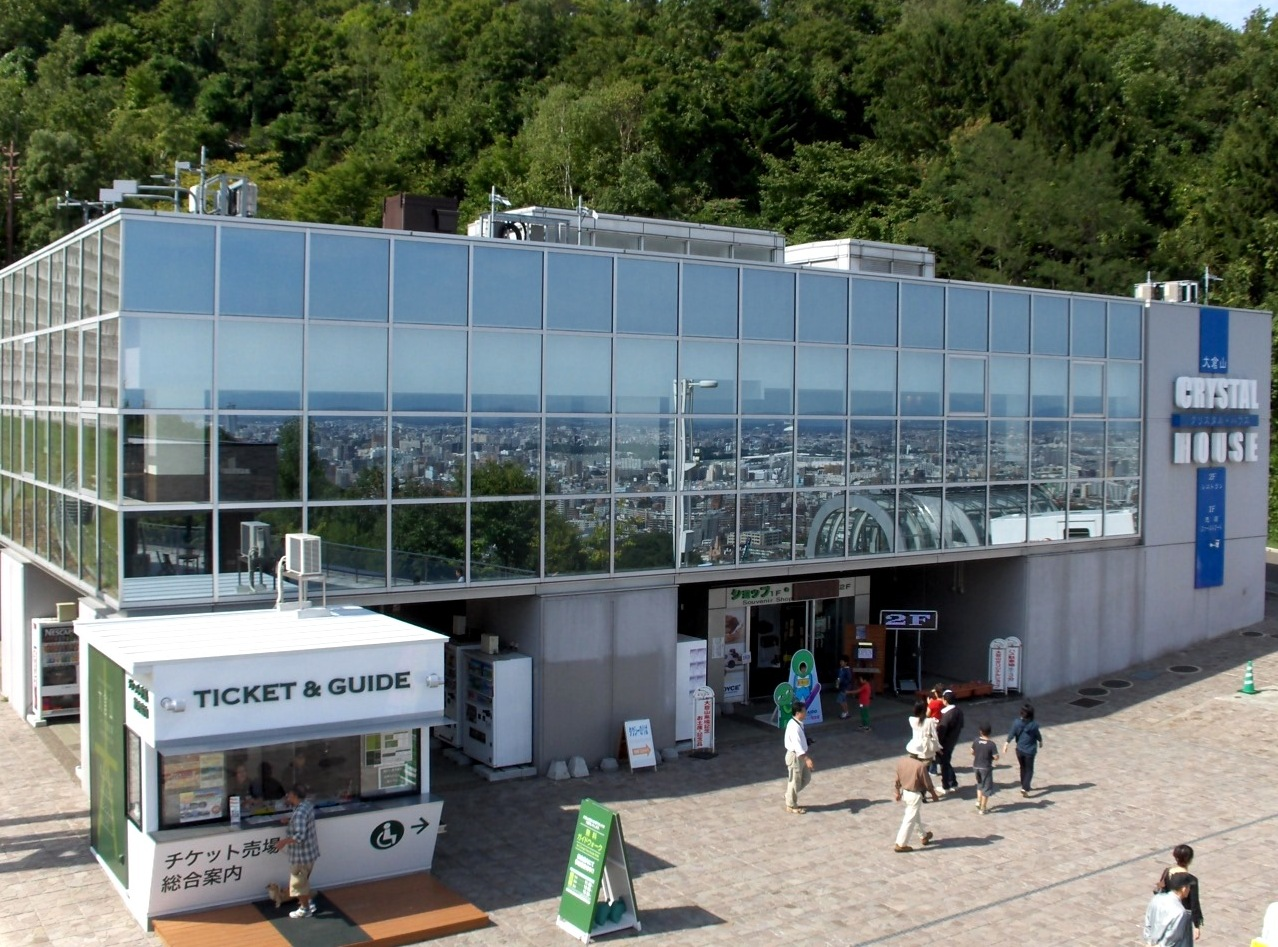
大倉山クリスタルハウス、チケット売場・総合案内（2007年）

## バッケンレコード
| 年月日                  | 氏名                     | 記録    | 大会名                                         |
| 60m級                   | 60m級                    | 60m級   | 60m級                                          |
| ----------------------- | ------------------------ | ------- | ---------------------------------------------- |
| 1932                    | 浜謙二                   | 34.0 m  |                                                |
| 1932                    | 山田四郎                 | 44.5 m  |                                                |
| 1932                    | 龍田峻次                 | 47.0 m  |                                                |
| 1932                    | 浜謙二                   | 48.0 m  |                                                |
| 1932                    | 小島謹也                 | 49.5 m  |                                                |
| 1932                    | 松山茂忠                 | 51.5 m  |                                                |
| 1933                    | 浅木武雄                 | 56.0 m  |                                                |
| 1934                    | 龍田峻次                 | 61.5 m  |                                                |
| 1934年1月28日           | 伊黒正次                 | 67.0 m  | 第3回大倉シャンツェ建設記念ジャンプ大会        |
| 1937年2月28日           | 星野昇                   | 70.0 m  | 第8回宮様スキー大会                            |
| 1938年1月9日            | 安達五郎                 | 70.0 m  | 第7回大倉シャンツェ建設記念ジャンプ大会        |
| 1939年2月26日           | 浅木文雄                 | 79.0 m  | 第10回宮様スキー大会                           |
| 80m級                   |                          |         |                                                |
| 1952年2月25日           | 柴野宏明                 | 84.0 m  | 第23回宮様スキー大会                           |
| 1955年2月27日           | 吉沢広司                 | 86.5 m  | 第33回全日本選手権                             |
| 1956年3月11日           | 菊地定夫                 | 87.0 m  | 第27回宮様スキー大会                           |
| 1957年3月17日           | 佐藤憲治                 | 90.0 m  | 第28回宮様スキー大会                           |
| 1957年3月22日           | 菊地定夫                 | 91.0 m  | オリンピック強化合宿記録会                     |
| 1958年3月9日            | 佐藤耕一                 | 92.0 m  | 第29回宮様スキー大会                           |
| 1961年3月4日            | 松井孝                   | 94.0 m  | 第3回HBC杯                                     |
| 1962年3月4日            | 菊地定夫                 | 94.0 m  | 第33回宮様スキー大会                           |
| 1963年2月22日           | 菊地定夫                 | 102.0 m | 第2回STV杯                                     |
| 1964年2月28日           | 菊地定夫                 | 103.5 m | 第3回STV杯                                     |
| 1969年3月7日            | ヨセフ・マトウシュ       | 104.0 m | 第11回HBC杯                                    |
| K点110m                 |                          |         |                                                |
| 1971年1月7日            | 笠谷幸生                 | 112.5 m | 第12回NHK杯                                    |
| 1971年3月20日           | 金野昭次                 | 114.5 m | 全日本スキー連盟公式記録会                     |
| 1974年1月13日           | 笠谷幸生                 | 115.0 m | 第13回STV杯                                    |
| 1977年1月16日           | ヴァルター・シュタイナー | 115.5 m | 第16回STV杯                                    |
| 1978年1月15日           | ビョルン・ナース         | 118.0 m | 札幌オリンピック記念国際スキージャンプ競技大会 |
| 1982年3月7日            | 八木弘和                 | 119.0 m | 第53回宮様スキー大会                           |
| 1985年2月15日           | 秋元正博                 | 122.5 m | 第27回HBC杯                                    |
| K点115m                 |                          |         |                                                |
| 1987年1月18日           | 嶋宏大                   | 120.0 m | 第26回STV杯                                    |
| 1987年1月25日           | プリモジュ・ウラガ       | 121.0 m | ワールドカップ                                 |
| 1990年1月13日           | 安崎直幹                 | 121.5 m | 第17回HTB杯                                    |
| 1990年1月14日           | アンシ・ニエミネン       | 123.5 m | 第29回STV杯                                    |
| 1992年1月11日           | 原田雅彦                 | 123.5 m | 第19回HTB杯                                    |
| 1992年3月7日            | 西方仁也                 | 123.5 m | 第34回HBC杯                                    |
| 1993年2月24日           | 須田健仁                 | 124.5 m | 第34回NHK杯                                    |
| 1994年1月23日           | イェンス・バイスフロク   | 125.0 m | ワールドカップ                                 |
| 1994年1月29日           | 葛西紀明                 | 127.0 m | 第21回HTB杯                                    |
| 1994年1月30日           | 葛西紀明                 | 135.0 m | 第35回NHK杯                                    |
| K点120m、ヒルサイズ134m |                          |         |                                                |
| 1997年1月11日           | 原田雅彦                 | 127.5 m | 第24回HTB杯                                    |
| 1997年1月12日           | 吉岡和也                 | 128.0 m | 第36回STV杯                                    |
| 1997年1月19日           | ディーター・トーマ       | 134.5 m | ワールドカップ                                 |
| 1997年3月9日            | ファルコ・クリスマイヤー | 138.0 m | 第68回宮様スキー大会                           |
| 1998年2月1日            | 原田雅彦                 | 140.5 m | 第9回TVh杯                                     |
| 2002年1月13日           | 原田雅彦                 | 141.0 m | 第41回STV杯                                    |
| 2005年3月25日           | 金子祐介                 | 145.0 m | 第6回伊藤杯ファイナル                          |
| 2010年1月11日           | 葛西紀明                 | 145.0 m | 第52回HBC杯                                    |
| 2012年1月21日           | 伊東大貴                 | 146.0 m | 第39回HTB杯                                    |
| K点123m、ヒルサイズ137m |                          |         |                                                |
| 2016年3月19日           | 中村直幹                 | 128.0 m | 第17回伊藤杯ファイナル                         |
| 2017年1月21日           | クレメンス・アイグナー   | 140.0 m | 第44回HTB杯                                    |
| 2017年2月4日            | 栃本翔平                 | 146.0 m | 第29回UHB杯                                    |
| 2019年1月26日           | カミル・ストッフ         | 148.5 m | ワールドカップ                                 |

| 年月日                  | 氏名             | 記録    | 備考                        |
| K点110m                 | K点110m          | K点110m | K点110m                     |
| ----------------------- | ---------------- | ------- | --------------------------- |
| 1974年1月13日           | アニタ・ウォルド | 97.5 m  | 1974年STV杯公式記録会       |
| K点120m、ヒルサイズ134m |                  |         |                             |
| 2004年1月31日           | 小浅星子         | 121.0 m | 第16回UHB杯                 |
| 2004年2月1日            | 山田いずみ       | 124.0 m | 第15回TVh杯                 |
| 2007年1月21日           | 山田いずみ       | 128.5 m | 第19回UHB杯                 |
| 2007年10月28日          | 葛西賀子         | 131.0 m | 第1回伊藤杯サマーファイナル |
| 2008年1月14日           | 山田いずみ       | 132.0 m | 第50回HBC杯                 |
| 2011年1月11日           | 高梨沙羅         | 141.0 m | 第53回HBC杯                 |
| K点123m、ヒルサイズ137m |                  |         |                             |
| 2016年3月19日           | 伊藤有希         | 145.0 m | 第17回伊藤杯ファイナル      |

## 大会実績
- 『全日本学生スキー選手権大会ノルディックスキー・スペシャルジャンプ』
- 『宮様スキー大会国際競技会ノルディックスキー・スペシャルジャンプ』
- 『全日本スキー選手権大会ノルディックスキー・スペシャルジャンプ』
- 『HBCカップジャンプ競技会』
- 『NHK杯ジャンプ大会』
- 『STVカップ国際スキージャンプ競技大会』
- 『札幌オリンピックスキージャンプ競技』
- 『札幌オリンピック記念国際スキージャンプ競技大会』
- 『HTBカップ国際スキージャンプ競技大会』
- 『スキージャンプ・ワールドカップ』
- 『UHB杯サマージャンプ大会』（大会終了）
- 『UHB杯ジャンプ大会』
- 『TVh杯ジャンプ大会』
- 『1991年冬季ユニバーシアード』
- 『伊藤杯シーズンファイナル大倉山ナイタージャンプ大会』
- 『札幌市長杯大倉山サマージャンプ大会』
- 『2007年ノルディックスキー世界選手権札幌大会』
- 『伊藤杯サマーファイナル大倉山ジャンプ大会』

### その他
2017年からは、ジャンプ台の着地点（ランディングバーン）から頂上までの400mを逆走する「Red Bull 400」が開催されている。「世界で最も過酷な400m走」と称され、男女の個人戦のほか、4人が100m毎にリレーするチーム戦も行われている。

## アクセス・駐車場
- 札幌市営地下鉄東西線円山公園駅から
  - ジェイ・アール北海道バス[27] くらまる号「大倉山ジャンプ競技場」下車
  - ジェイ・アール北海道バス 円14・循環円14、ばんけいバス「札幌聖心女子学院」バス停下車、徒歩約10分
- 札幌駅から車で約30分
- 駐車場：普通車113台、大型車15台（ジャンプ大会や公式練習日は、車両入場規制などの実施により利用不可）

## 参考資料
- “札幌市ジャンプ競技場条例”. 札幌市例規集.  札幌市. 2022年11月11日閲覧。
- “札幌市ジャンプ競技場条例施行規則”. 札幌市例規集.   札幌市. 2022年11月11日閲覧。
- 札幌市教育委員会 編『札幌地名考』 1巻、北海道新聞社〈さっぽろ文庫〉、1977年9月。2016年11月15日閲覧。
- 札幌市教育委員会 編『冬のスポーツ』 16巻、北海道新聞社〈さっぽろ文庫〉、1981年2月。2016年11月15日閲覧。
- “大倉山ジャンプ競技場” (PDF). 歴史の散歩道.   札幌市中央区. 2016年11月15日閲覧。